# Robert Winterstein

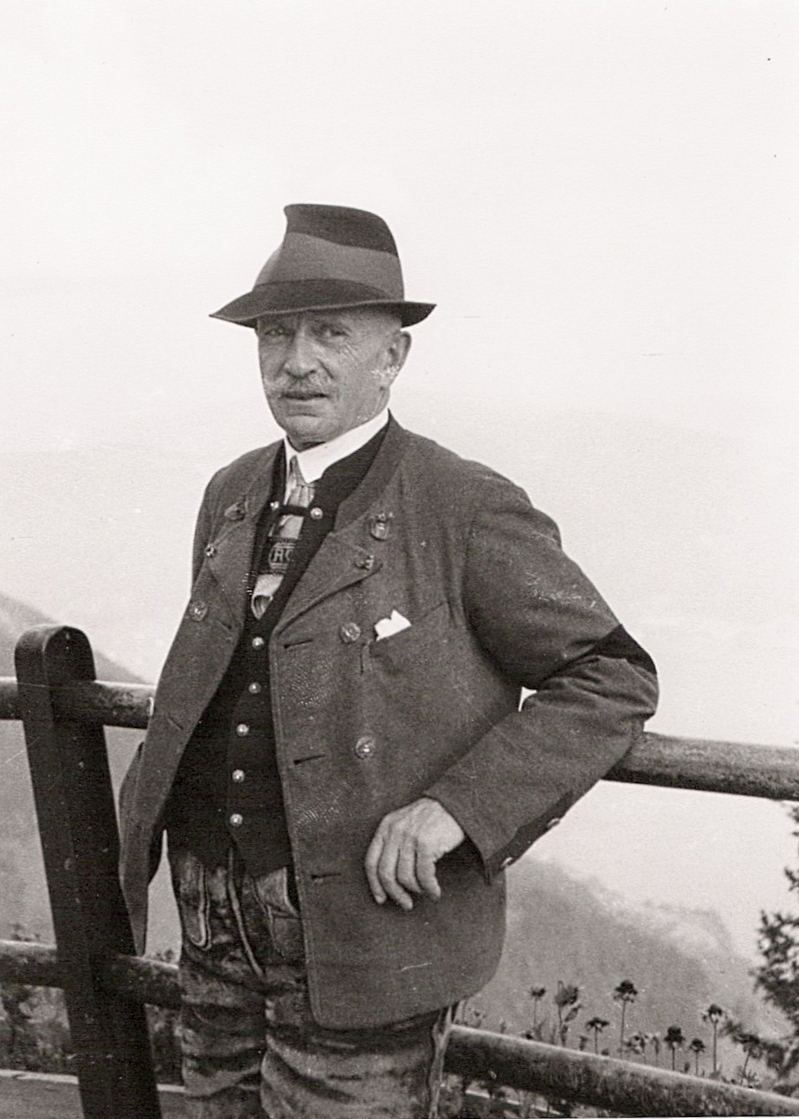
Robert Winterstein (1934)

Robert Winterstein (* 26. Juni 1874 in Gitschin (Böhmen); † 13. April 1940 im KZ Buchenwald) war ein österreichischer Politiker und Justizminister im austrofaschistischen Ständestaat.

## Leben
Nach seinem Studium der Rechtswissenschaft an der Universität Wien arbeitete Robert Winterstein von 1896 bis 1906 als Rechtspraktikant beim Handelsgericht in Wien. Anschließend wechselte er zur Staatsanwaltschaft und wurde 1919 zum ersten Staatsanwalt befördert. 1921 wurde ihm der Titel Hofrat verliehen.
Zunächst hauptsächlich für Wirtschaftsdelikte zuständig wechselte Winterstein zur Generalprokuratur und wurde 1932 zum Generalprokurator ernannt. Ab 1934 gehörte er dem Staatsrat an, von 1936 bis 1938 als stellvertretender Vorsitzender. Vom Staatsrat wurde er in den Bundestag entsandt. Am 17. Oktober 1935 wurde er als Justizminister in die Regierung berufen. Am 14. Mai 1936 schied er aus der Regierung aus und übernahm wiederum die Leitung der Generalprokuratur.
Im März 1938 reichte er seine Pensionierung ein. Weil Winterstein, der 1893 vom Judentum zum Katholizismus konvertiert war, Jude im Sinne der nationalsozialistischen Rassengesetze war, wurde er nach der Annexion Österreichs durch das Deutsche Reich am 15. März 1938 verhaftet und am 10. November 1938 in das KZ Buchenwald deportiert. Am 13. April 1940 wurde er dort aufgrund des Befehls und unter aktiver Mithilfe des SS-Hauptscharführers Johann Blank ermordet.
Sein Bruder war der Offizier Paul Winterstein (1876–1945).

## Auszeichnungen
1936: Großkreuz des österreichischen Verdienstordens